# Garbatówka-Kolonia
Garbatówka-Kolonia – kolonia w Polsce położona w województwie lubelskim, w powiecie łęczyńskim, w gminie Cyców.
W latach 1975–1998 miejscowość administracyjnie należała do województwa chełmskiego.
Według Narodowego Spisu Powszechnego z roku 2011 kolonia liczyła 172 mieszkańców.
We wsi działa od roku 1982 zespół ludowy „Kolonianki”.